# Дубино (Краснояружский район)
Ду́бино — посёлок в Краснояружском районе Белгородской области России. Входит в состав городского поселения «Посёлок Красная Яруга».

## География
Посёлок находится в 3 километрах к северо-востоку от районного центра. Хутор получил название от расположенного рядом леса Дубино, большинство деревьев в котором составляют дубы. В непосредственной близости расположена станция Подкостылев железнодорожной магистрали Льгов — Готня — Харьков, в настоящее время не действующая.

## История
На территории хутора расположено множество захоронений, так как в период ВОВ и непосредственно в период Курской битвы здесь располагался военно-полевой госпиталь.

## Население
| 2002 | 2010 | 2021 |
| ---- | ---- | ---- |
| 9    | ↘5   | ↘0   |